# Ninna Swaab
Ninna Swaab (Copenhague, 26 de junio de 1940) es una jinete sueca que compitió en la modalidad de doma. Participó en los Juegos Olímpicos de Múnich 1972, obteniendo una medalla de bronce en la prueba por equipos.

## Palmarés internacional
| Juegos Olímpicos | Juegos Olímpicos | Juegos Olímpicos  | Juegos Olímpicos |
| Año              | Lugar            | Medalla           | Categoría        |
| ---------------- | ---------------- | ----------------- | ---------------- |
| 1972             | Múnich (RFA)     | Medalla de bronce | Por equipos      |